# 折板
折板（せっぱん）は、屋根の工法の一つ。主に、断面の構造に重点を置いて開発されたもので、工場・カーポート・車庫などの鉄骨の建物に多く使われており、金属屋根の代表的な屋根工法となっている。

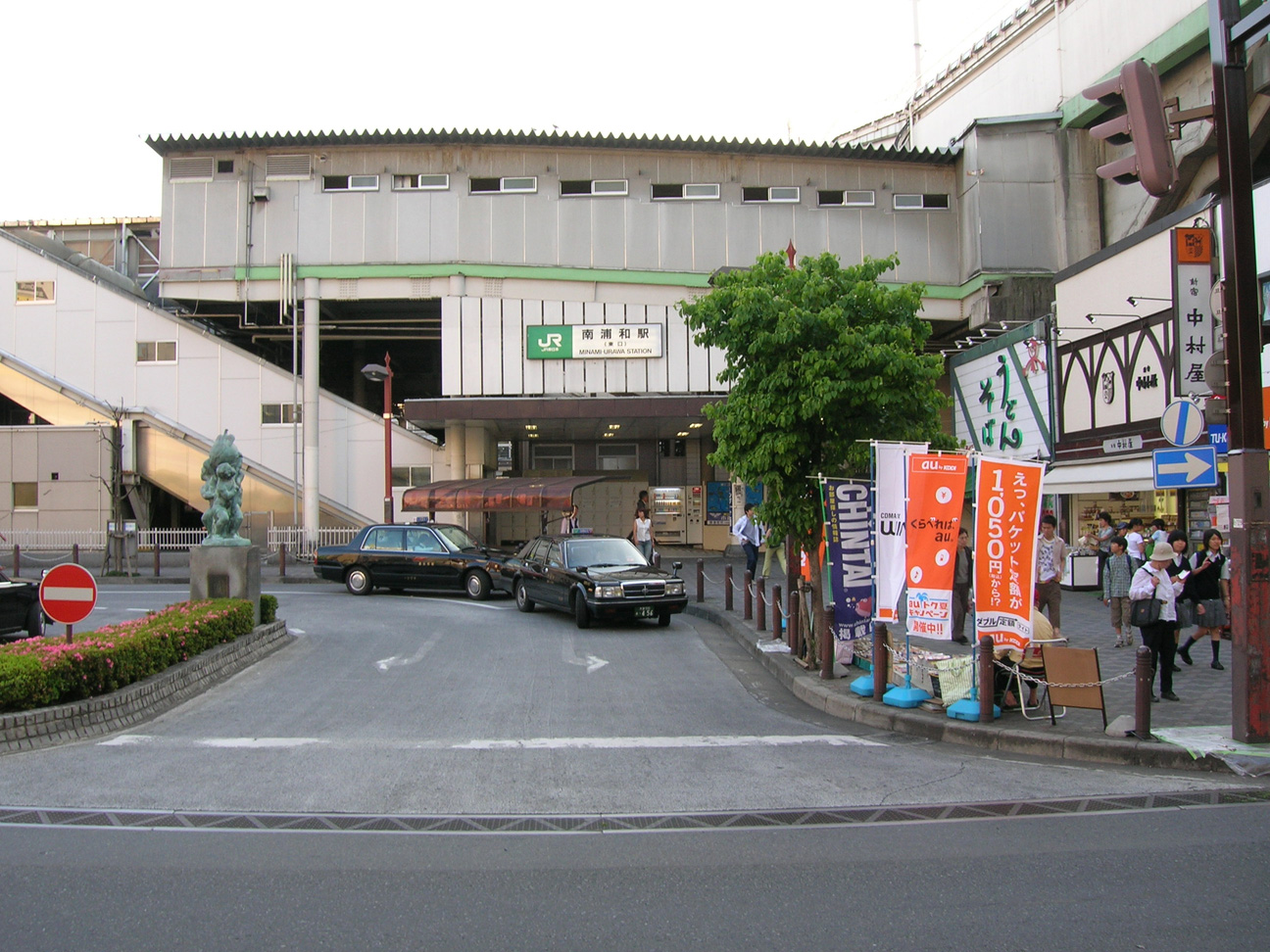
折板の屋根

## 工法
1. 0.6〜1.2mmの鋼板を用いてロール成型機によって折板を成型加工する。
2. 2m〜6mの間隔の折板の流れ方向に直行した梁の上に固定用のフレーム（タイトフレーム）を鉄骨に溶接する。
3. タイトフレームの上に折板をのせ、ボルトや金具（吊子）で緊定する。

以上が大まかな工法である。
他の屋根に比べて非常に長さを長くすることが可能で（場合によっては100m超も可能）、トラックで運搬できない場合は、機械そのものを建設現場へ持ち込んで、その場で成型しながら屋根を葺くこと（現場成型）も可能である。
特徴としては大型物件（体育館・展示場など）の大きなスパン（空間）が必要な建物で有効な工法となっている。
固定の方法は、代表的なもので3種類ある。
重ね式折板
折板本体をタイトフレームの剣先ボルトで貫通し、ナット、座金（特座・絞り座）及びパッキンで締め付ける工法。最もオーソドックスで、比較的小規模な倉庫・工場やガレージ等に使用されている。
馳（ハゼ）式折板
折板本体の接合部分に「馳（ハゼ）」と呼ばれる加工を施し、タイトフレームと折板本体を「吊子」と呼ばれる金具で固定する工法。最終工程として、ハゼの締め付けが必要となる。重ね式と異なり、屋根上部にボルトが突起しないことや、施工性がよいことから、大型物件や長尺屋根（10～20m超）に使われている。また、ハゼの形状から、丸型と角型がある。
嵌合式折板
現在嵌合式折板は2種類ある。
a. キャップ式嵌合折板
折板本体同士の接合部を嵌合できるように加工し、タイトフレームに折板を固定、その後嵌合部の開口をキャップ材でかぶせる工法。
ハゼ式折板と共通する部分が多いが、馳（ハゼ）締め工程がなく、キャップの固定作業が必要となる。
b. 馳式（タイトフレーム嵌合式）折板
折板とタイトフレームを嵌合出来るように加工し、接合部に加工した馳によって吊子を使わず固定する。折板の固定位置を吊子部分からタイトフレーム本体に変えた工法。
馳締め工程があるが、別途キャップ材を加工・取付する必要がない。

## 使用される素材
最も多いのが、ガルバリウム鋼板もしくはカラーガルバリウム鋼板である。
まれに、フッ素鋼板や、カラーステンレスもあるが、いずれも費用対効果の面から極めて稀なケースである。